# Anna Altschuk
Anna Altschuk (russisch Анна Альчук), eigentlich Anna Alexandrowna Michaltschuk (Анна Александровна Михальчук; * 28. Mai 1955 in Boschnjakowo bei Lessogorskoje, Oblast Sachalin; † März 2008 in Berlin), war eine russische Videokünstlerin, Fotografin und Dichterin.

## Leben
Altschuk studierte von 1973 bis 1978 Geschichte an der Lomonossow-Universität. Von 1987 bis 1988 gab sie die Samisdat-Zeitschriften Paradigma und MDP heraus. Ende der 1980er nahm sie an den ersten Ausstellungen der Moskauer Konzeptkünstler teil. Auch später trat sie mit musikalisch-poetischen Performances auf, oft begleitet von Jazzmusikern wie Sergei Letow (* 1956) und der Band Tri O. 1994 erschien ihr erster Gedichtband.
Altschuk war Mitglied des russischen P.E.N.-Clubs und des russischen Schriftstellerverbands. Sie nahm an Ausstellungen sowohl in Russland als auch in Großbritannien, Deutschland, Ungarn und Schweden teil. Anfang 2003 nahm sie teil an einer Ausstellung „Осторожно, Религия!“ (übersetzt „Achtung, Religion!“), in welcher die orthodoxe Kirche Russlands thematisiert wurde. Ihre Kunstwerke wurden durch Vandalismus zerstört, im Zuge der Zerstörung und dem Abbruch der Ausstellung wurden aber nicht die Vandalen angeklagt, sondern Altschuk selbst, aufgrund von „Verletzung religiöser Gefühle“. In einem langwierigen Prozess, der in Russland und international medial große Aufmerksamkeit erfuhr, wurde sie schlussendlich freigesprochen, ihre Reputation war aber stark beschädigt durch die vielen negativen Schlagzeilen der russischen Presse. Aufgrund der fortwährenden Anfeindungen beschloss sie, mit ihrem Ehemann, dem Philosophen Michail Ryklin, nach Deutschland zu emigrieren.
Ryklin beschreibt den Prozess und seine Folgen ausführlich seinem Buch „Mit dem Recht des Stärkeren“, deutsch bei Suhrkamp 2006. Seit November 2007 lebten sie in Berlin. Am 21. März 2008 verschwand Anna Altschuk. Am 10. April 2008 wurde ihre Leiche in der Spree gefunden. Ihr Mann geht von einem Selbstmord aus, ausgelöst durch die traumatische Erfahrung des Verlustes der Heimat und der fortwährenden Anschuldigungen.

## Werke
Gedichtbände
- Двенадцать ритмических пауз. Moskau 1994.
- Сов семь (Gedichte 1986–1989). Moskau 1994, ISBN 5-85280-033-6.
- Движение. Moskau 1999.
- не БУ (Gedichte 2000–2004). Moskau 2005, ISBN 5-85511-011-7.
- schwebe zu stand. Gedichte. Suhrkamp 2010, ISBN 978-3-518-12610-3.

Essays
- (Hrsg.) Женщина и визуальные знаки. Moskau 2000, ISBN 5-7333-0043-4.
- (mit Natalja Asarowa) 57577. Переписка в форме традиционной японской поэзии. Moskau 2004, ISBN 5-8163-0063-6.

Beteiligung an Sammelbänden
- Великий Генрих. Сапгир и о Сапгире. Moskau 2003, ISBN 5-7281-0736-2, Texte über Genrich Sapgir.

Nachlass
Eine Auswahl der künstlerischen Arbeiten von Anna Altschuk sowie von ihr gesammelte Samizdat-Literatur werden im Archiv der Forschungsstelle Osteuropa an der Universität Bremen aufbewahrt.